# Eugène Boeckel
Pour les articles homonymes, voir Boeckel.
Signature
Eugène Boeckel (ou Bœckel dans plusieurs de ses ouvrages), né le 21 septembre 1831 à Strasbourg et mort le 23 février 1900 à Marseille, est un chirurgien alsacien, professeur agrégé à la Faculté de médecine de Strasbourg et l'auteur de nombreuses publications.

## Biographie
Fils du docteur en médecine Théodore Boeckel et de Sophie Frantz, petit-fils du pasteur Jonas Boekel, Eugène Boeckel fait ses études secondaires au Gymnase Jean-Sturm, puis à la Faculté de médecine de Strasbourg. Il soutient sa thèse consacrée à l'ozone en 1856. Après des voyages le menant à Paris, Londres et Constantinople, il obtient par concours le poste de prosecteur de la Faculté de médecine de Strasbourg. Après avoir occupé le poste de chef de travaux anatomiques, il est reçu à l'agrégation de médecine et nommé professeur en 1857.
Il est président de la Société de médecine de Strasbourg en 1869 et dirige le service de chirurgie de l'hôpital de Strasbourg après 1870. Il devient président de l'Association française de chirurgie et en préside le congrès en 1895.
Le 19 mars 1867 il devient membre de la Société des sciences naturelles de Strasbourg.
Il est chevalier de la Légion d'honneur en 1871, à titre militaire, pour son service en tant que chirurgien en chef des ambulances de Haguenau.
Eugène Boeckel est luthérien, membre de l'Église protestante de la Confession d'Augsbourg d'Alsace et de Lorraine et conseiller presbytéral de l'Église Saint-Nicolas.

## Œuvres et publications
- De l'ozone, [Thèse pour obtenir le titre de Docteur en Médecine], Silbermann, Strasbourg, 1856, Texte intégral (numérisation e-rara).
- De l'Uréthrotomie externe dans les rétrécissements uréthraux graves ou compliqués,  Silbermann, Strasbourg, 1868,  In-8° , 56 p. lire en ligne sur Gallica.
- Des Sutures sur plusieurs rangs (multisériées) et de l'emploi des fils métalliques dans ce genre de suture, Silbermann, Strasbourg, 1868, In-8° , 18 p. , lire en ligne sur Gallica.
- Quelques Cas exceptionnels de hernies, Silbermann, Strasbourg, 1864, In-8° , 12 p. , lire en ligne sur Gallica.

Traductions :
- Heyfelder, Oscar : Traité des résections, traduit de l'allemand par Eugène Bœckel, Treuttel et Wurtz, Strasbourg et Baillière et fils, Paris, 1863, In 8°, 312 p., lire en ligne sur Gallica.

Collaborations:
Il est l'un des rédacteurs du Nouveau dictionnaire de médecine et de chirurgie pratiques, illustré de figures intercalées dans le texte (trois tomes), publié sous la direction du Docteur Jaccoud, J. Baillière et fils, Paris, 1864- 1865 et réédition du premier tome en 1880.

## Hommage

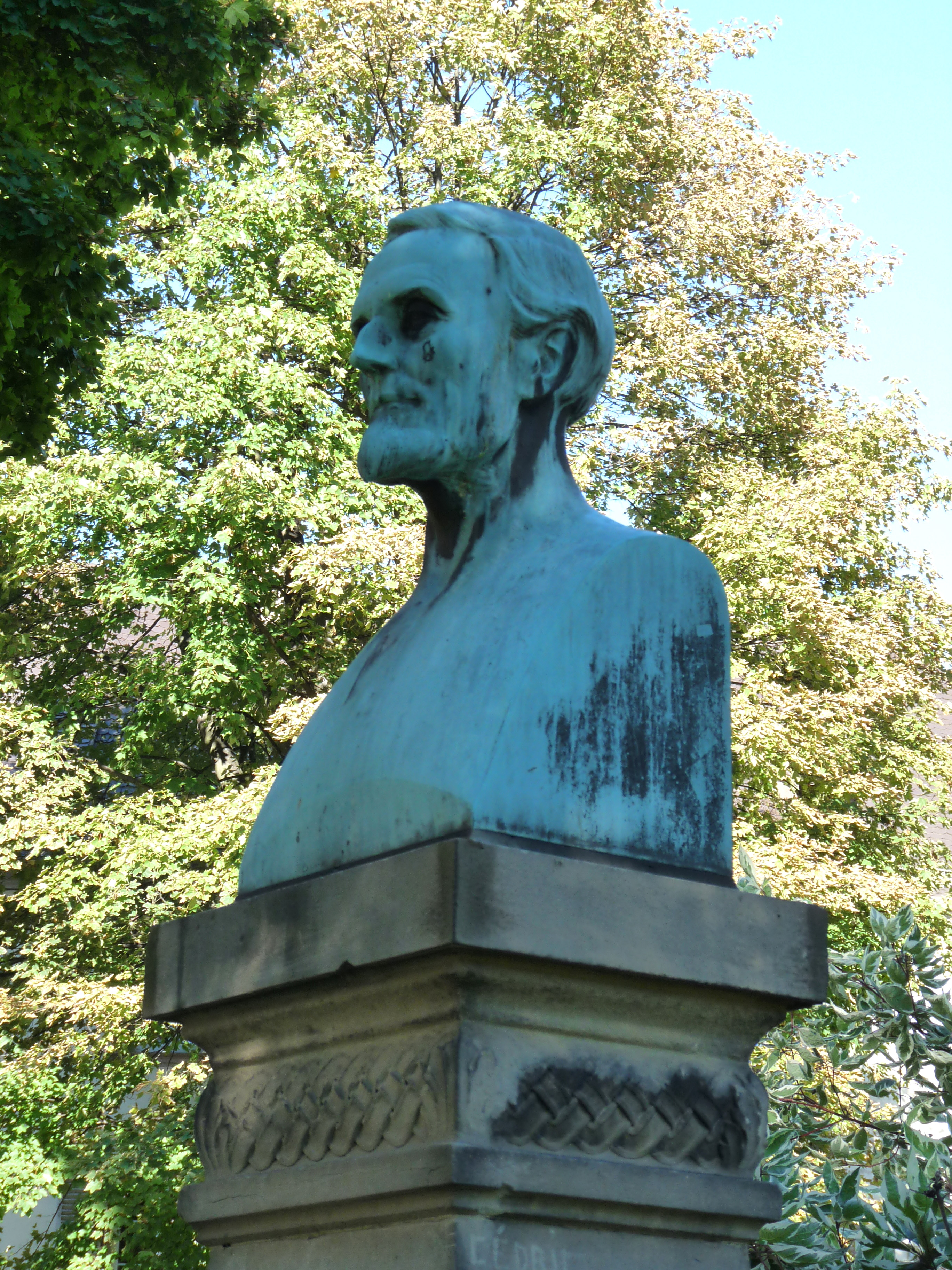
Buste d'Eugène Boeckel par Alfred Marzolff dans l'enceinte de l'Hôpital civil de Strasbourg.

Un monument surmonté d'un buste en bronze sculpté par Alfred Marzolff est érigé dans l'enceinte de l'Hôpital civil, derrière l'ancienne pharmacie.
Une rue de Strasbourg, située dans le quartier de l'Hôpital civil porte son nom.